# Balistică

Traiectoriile a trei obiecte aruncate la același unghi (70°). Pentru obiectul negru nu se ia în considerare rezistența la înaintare - traiectoria sa este o parabolă. Obiectul albastru ilustrează traiectoria conform modelului Stokes, iar obiectul verde traiectoria conform modelului Newton

Balistica este domeniul mecanicii clasice care se ocupă cu lansarea, comportamentul în zbor și efectele la impact ale proiectilelor, în special munițiile utilizate la armele de foc (gloanțe, obuze, rachete etc.). Aplicațiile principale ale balisticii sunt în domeniul militar: tragerile artileriei și proiectarea diverselor tipuri de muniție.
Etimologic, cuvântul balistică provine din grecescul βάλλειν (ballein), „a arunca”.
Un corp balistic este un corp în mișcare liberă cu impuls care poate fi supus unor forțe cum ar fi: forța exercitată de gazele sub presiune dintr-o țeavă de tun sau dintr-o duză de propulsie, gravitația, forța normală (perpendiculară la traiectorie) datorată efectului de rotație produs în cazul țevilor ghintuite și rezistența la înaintare a aerului în timpul zborului.

## Istorie

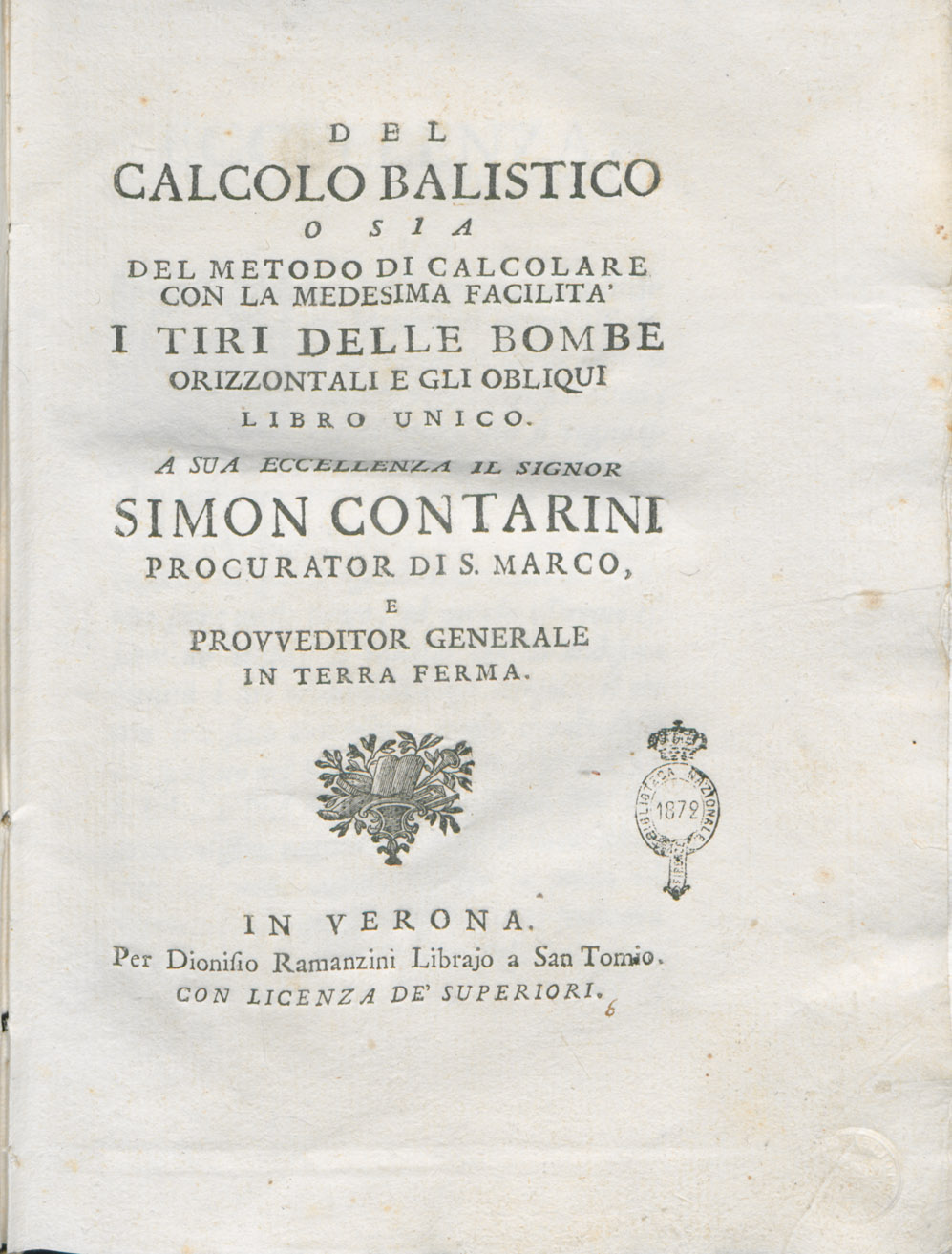
Gaetano Marzagaglia, Del calcolo balistico, 1748

Primele dispozitive care pot fi considerate arme de foc au apărut în China în jurul anului 1000, iar la începutul secolului al XIV-lea tehnologia acestora se răspândise deja în restul Asiei și în Europa.
După o lungă perioadă de dezvoltare empirică, balistica a fost studiată și dezvoltată de matematicianul italian Niccolò Tartaglia în 1531, deși acesta a continuat să folosească segmente de mișcare în linie dreaptă, convenții stabilite de Avicenna și Albert de Saxa, dar cu inovația că a legat liniile drepte printr-un arc de cerc. Galileo Galilei a stabilit principiul mișcării compuse în 1638, folosind acest principiu pentru a obține forma parabolică a traiectoriei balistice.
Balistica a fost pusă pe o bază științifică și matematică solidă de Isaac Newton, odată cu publicarea Philosophiae Naturalis Principia Mathematica în 1687. Legile matematice ale mișcării și gravitației enunțate de el, au făcut posibilă, pentru prima dată, determinarea cu succes a traiectoriilor balistice. 

## Proiectile
Un proiectil este un obiect proiectat în spațiu datorită aplicării unei forțe asupra sa. Deși orice obiect aflat în mișcare prin spațiu (de exemplu o minge de baseball aruncată) este un proiectil, termenul se referă cel mai frecvent la obiectele trimise la distanță cu ajutorul unei arme.
Pentru a analiza traiectoria proiectilului sunt utilizate ecuațiile matematice ale mișcării.
Exemple de proiectile: săgeți, gloanțe, obuze de artilerie, rachete etc.

## Lansatoare de proiectile

### Arcul

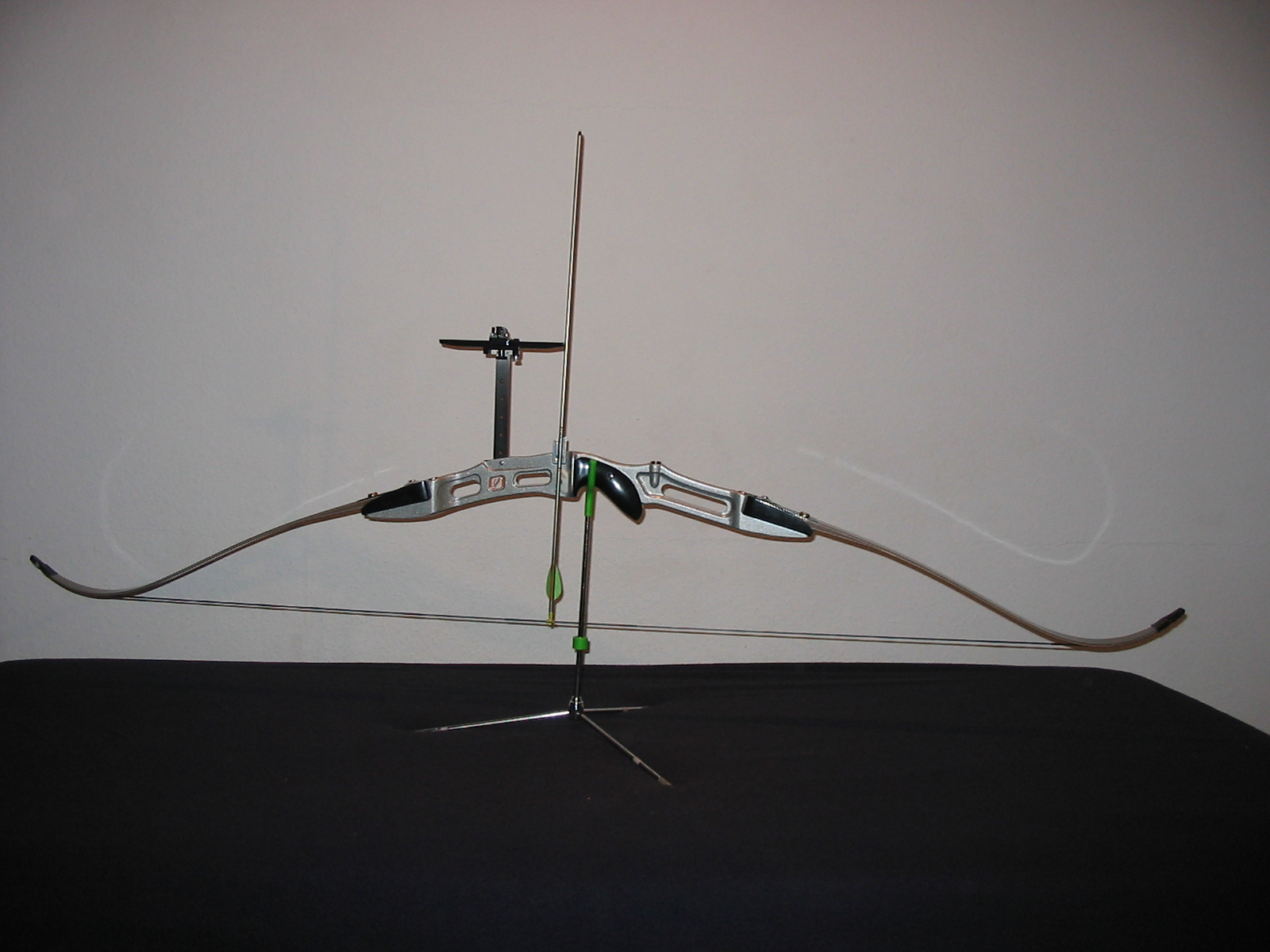
Arc modern cu dublă curbură

Un arc este o armă alcătuită dintr-o vergea elastică ușor încovoiată și o coardă prinsă de extremitățile vergelei, cu ajutorul căreia se pot trage proiectile aerodinamice numite săgeți. Atunci când coarda care unește cele două capete ale arcului este trasă înapoi, capetele vergelei sunt flexate, iar când coarda este eliberată, energia potențială a arcului flexat este transformată în energie cinetică, imprimând săgeții o viteză relativ mare.
Arcurile tradiționale, folosite ca armă de vânătoare sau de luptă, erau construite de obicei din lemn, iar construcția lor dura mai multe luni. 
Arcurile moderne au vergeaua compusă din mai multe straturi diferite, din fibre speciale care asigură o elasticitate și rezistență mai mare la încovoieri repetate.
Tirul cu arcul este arta sau sportul de a trage săgeți din arcuri.

### Catapulta

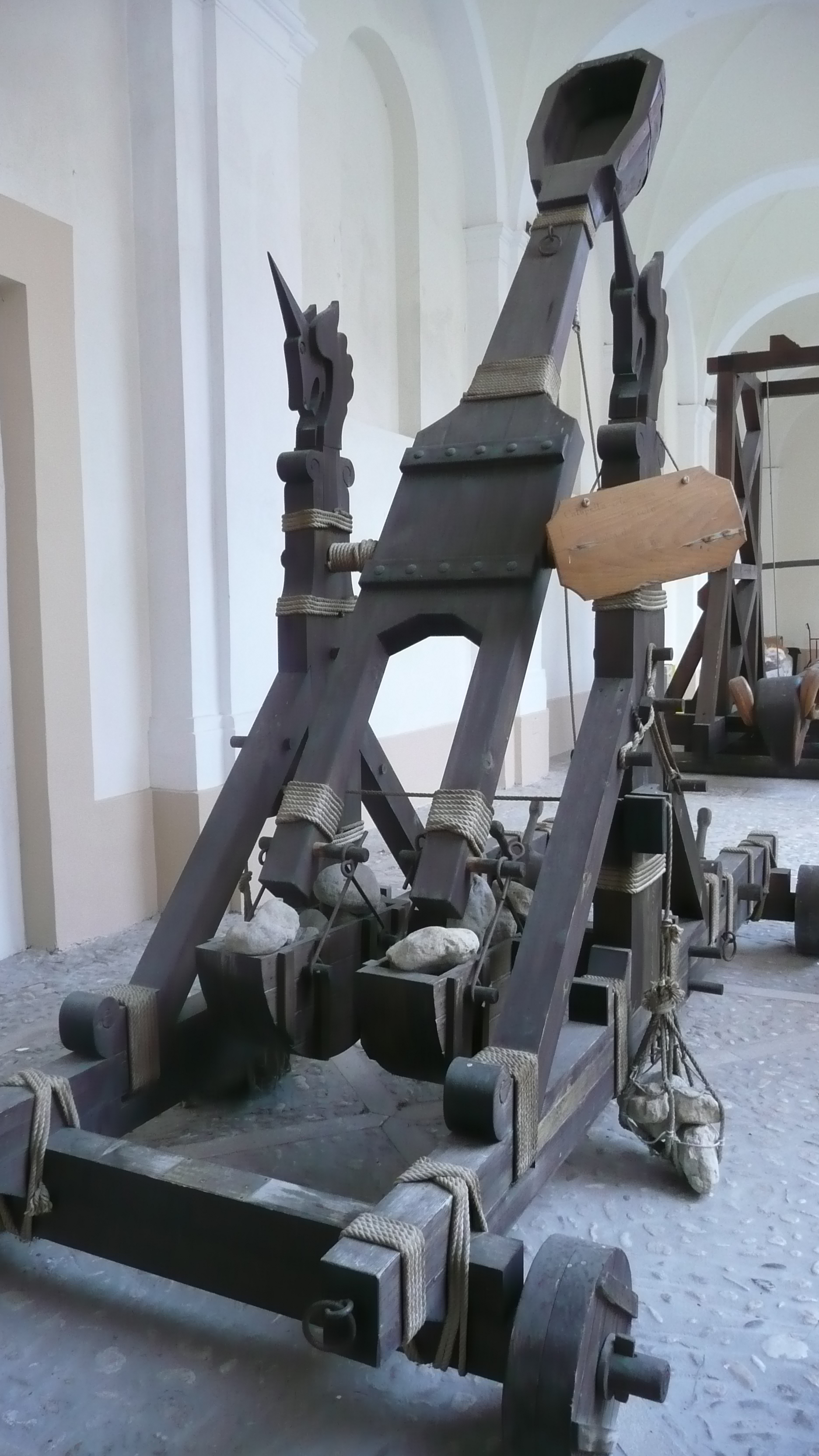
Catapultă

O catapultă este o mașină de asediu antică și medievală, constituită dintr-un dispozitiv care poate lansa un proiectil la o distanță mare, fără a folosi explozive. Catapulta a fost utilizată încă din cele mai vechi timpuri, deoarece s-a dovedit a fi unul dintre cele mai eficiente mecanisme în timpul asediilor cetăților. Cuvântul „catapultă” provine din latinescul catapulta, care la rândul său provine din greaca veche καταπέλτης (katapeltēs, κατά, „împotriva” și πάλλω, „a arunca”). Catapultele au fost inventate de grecii antici, cel mai probabil în jurul anului 400 î.Hr., la Siracuza, în timpul domniei lui Dionysios I (conform relatărilor istoricului Diodorus Siculus).

### Armele de foc

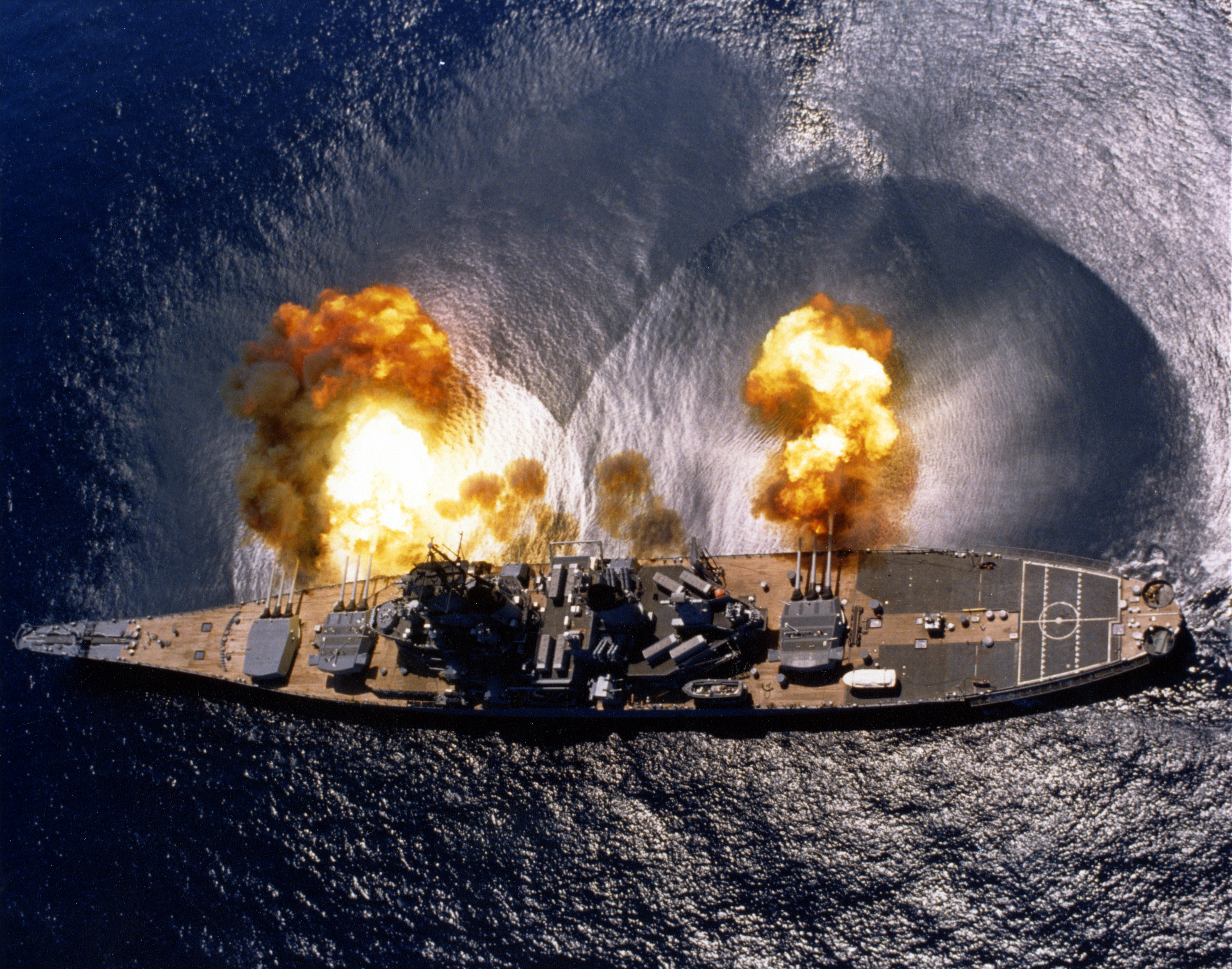
USS Iowa trăgând o salvă completă cu tunurile de la bord, 1984.

Toate tipurile de arme de foc, atât cele portabile (pistoale, puști, mitraliere etc.), cât și cele grele (piesele de artilerie: tunuri, obuziere, mortiere etc.), se bazează pe acțiunea presiunii gazelor produse prin arderea rapidă a unui material propulsant (inițial praf de pușcă, în prezent pulbere fără fum⁠(d)) în interiorul unei țevi (lisă sau ghintuită) deschisă la un capăt. Presiunea mare a gazelor aruncă în exterior proiectilul aflat pe țeavă, imprimându-i o traiectorie balistică.
Pentru toate armele de foc, atât cele cu ochire directă, dar mai ales cele cu ochire indirectă (obuziere, mortiere, aruncătoare de bombe), tabelele de tragere, care dau valoarea înălțătorului în funcție de distanța până la țintă, sunt rezultatul studiilor teoretice și experimentale de balistică. Tabelele de tragere sunt încă folosite și în prezent, îndeosebi pentru tragerea cu piese de artilerie izolate, în timp ce pentru tragerile unităților și subunităților artileriei terestre (divizioane și baterii) sau tragerile artileriei navale și antiaeriene sunt utilizate sisteme centralizate de conducere a focului⁠(d).

### Racheta balistică

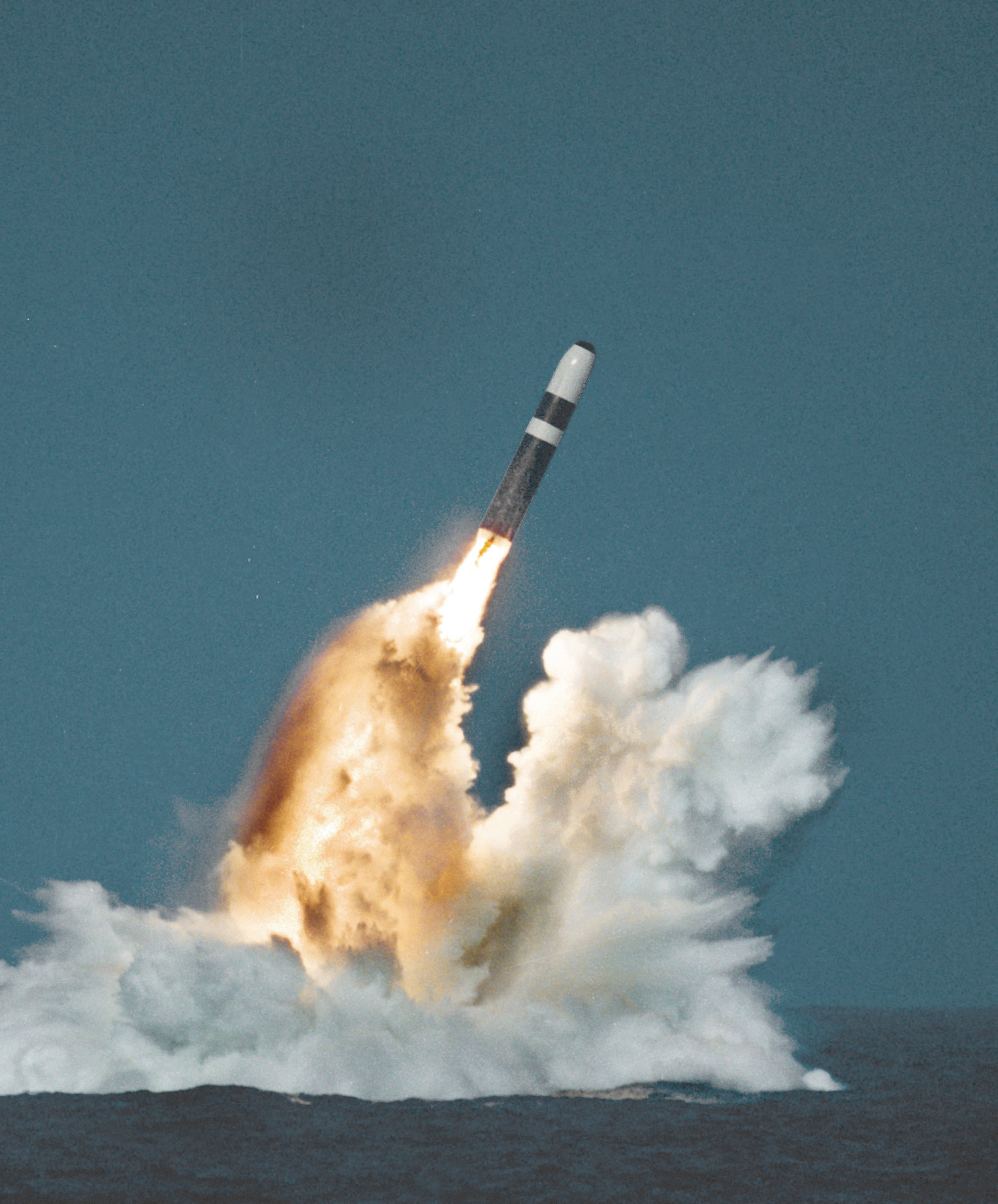
Rachetă balistică Trident II lansată de pe un submarin

Rachetă balistică este o rachetă care este ghidată numai în faza inițială, relativ scurtă, a zborului cu motor, după care racheta se înscrie pe o traiectorie parabolică, guvernată de legile mecanicii clasice și cade apoi pe sol.

## Subdomenii

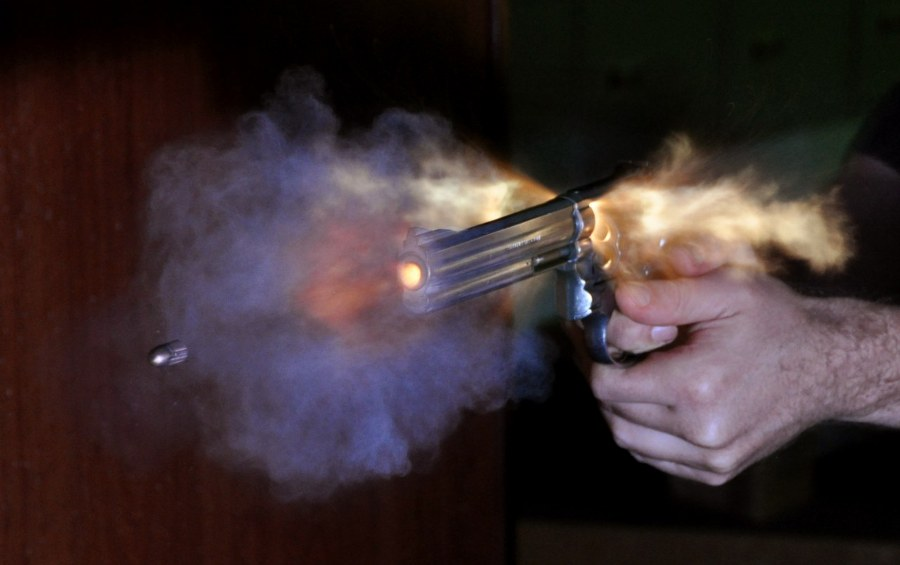
Balistica poate fi studiată folosind fotografii de mare viteză sau camere de mare viteză. O fotografie a unui pistol Smith & Wesson care trage, făcută cu mare viteză. Glonțul poate fi astfel vizualizat fără neclaritatea dată de mișcare.

Balistica este adesea împărțită în următoarele patru categorii:
- Balistică internă (sau balistica interioară[19]) - studiul proceselor care accelerează inițial proiectilele
- Balistică de tranziție - studiul mișcării proiectilelor pe măsură ce acestea trec la zborul liber
- Balistica externă (sau balistica exterioară[19]) - studiul mișcării proiectilului (traiectoria) în zbor
- Balistică terminală - studiul proiectilului și efectele acestuia pe măsură ce își termină zborul

### Balistică internă
Balistica internă (sau balistica interioară) este un subdomeniu al balisticii care studiază propulsia unui proiectil.
În cazul armelor de foc, balistica interioară studiază mișcarea proiectilului în interiorul unei guri de foc, acoperind timpul de la aprinderea materialului propulsant până când proiectilul iese din țeava respectivei arme. Studiul balisticii interne este important pentru proiectanții și utilizatorii de arme de foc de toate tipurile, de la puști și pistoale, până la artileria de înaltă tehnologie.
Pentru proiectilele propulsate cu rachete, balistica interioară acoperă perioada în care motorul rachetei asigură efectiv propulsia proiectilului.

### Balistică tranzițională
Balistica de tranziție, cunoscută și sub denumirea de balistică intermediară, este studiul comportamentului unui proiectil din momentul în care părăsește țeava armei până când presiunea din spatele proiectilului este egalizată, făcând astfel legătura între balistica internă și balistica externă.

### Balistică externă
Balistica externă, sau balistica exterioară, este partea științei balisticii care se ocupă de comportamentul unui proiectil fără motor în zbor (traiectoria, pozițiile succesive ale proiectilului respectiv).
Balistica externă este frecvent asociată cu armele de foc și se ocupă de faza de zbor liber a proiectilului după ce iese din țeava armei (pistol, pușcă, tun etc.) înainte de a atinge ținta, deci se află între balistica de tranziție și balistica terminală. De asemenea, balistica externă se ocupă și cu zborul liber al rachetelor (faza ulterioară propulsării de către motorul cu reacție), precum al altor proiectile, cum ar fi bilele, săgețile etc.

### Balistică terminală
Balistica terminală este studiul comportamentului și efectelor unui proiectil atunci când acesta își atinge ținta.
Balistica terminală este relevantă atât pentru proiectilele de calibru mic, cât și pentru proiectilele de calibru mare (trase de piesele de artilerie). Studiul impactului la viteze extrem de ridicate este încă foarte nou și este aplicat în cea mai mare parte proiectării navelor spațiale.

## Aplicații

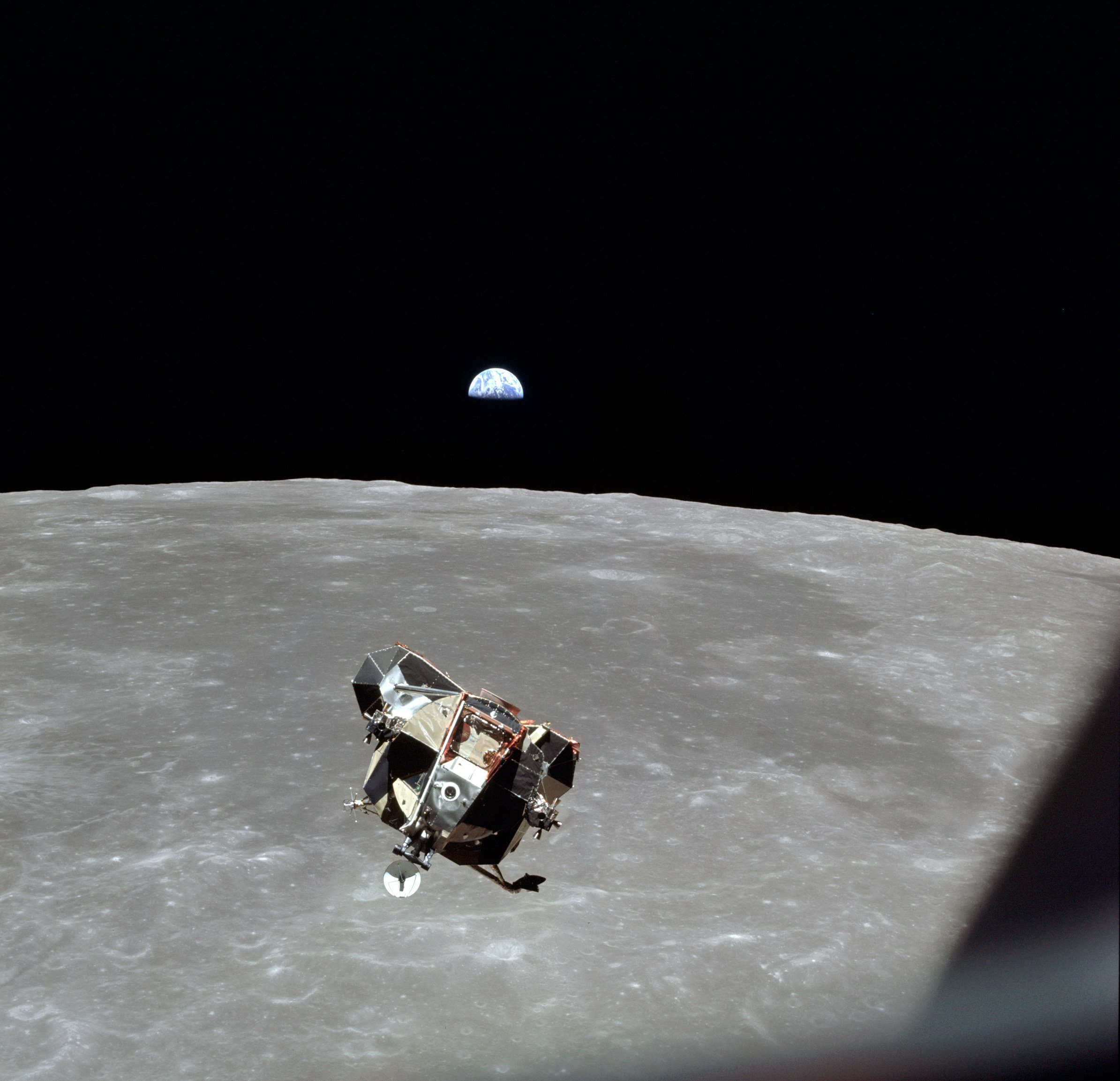
Apollo 11 - Calculele astrodinamice au permis navelor spațiale să se ducă și să se întoarcă de pe Lună

### Balistica criminalistică
Balistica criminalistică (sau balistica judiciară) implică analiza gloanțelor și a impactului gloanțelor pentru a determina informațiile de utilizare de către o instanță sau o altă parte a sistemului juridic. Separat de informațiile balistice, examenele de marcare a armelor de foc („amprenta balistică”) implică analiza dovezilor furnizate de armele de foc și de muniție pentru a stabili, prin mijloacele specifice criminalisticii, dacă o anumită armă de foc a fost folosită la comiterea unei infracțiuni.

### Astrodinamica
Astrodinamica, domeniu din cadrul astronomiei referitor atât la mișcarea corpurilor cerești cât și la mișcarea vehiculelor spațiale, utilizează balistica și mecanica cerească la problemele practice referitoare la mișcarea rachetelor și a altor nave spațiale. Mișcarea acestor obiecte este de obicei calculată cu ajutorul legilor lui Newton, în particular legea atracției universale. Este o disciplină de bază în cadrul proiectării și controlului misiunilor spațiale.